# Ярослав Изяславич
Яросла́в (в крещении Иоанн) Изясла́вич (ок. 1133/1136 — после 1173, до 1180) — сын великого князя Изяслава Мстиславича, князь туровский (1146), новгородский (1148—1154), луцкий (с 1157), великий князь киевский (1173—1174 с перерывом).
Как политик во многом отличался от своего старшего брата Мстислава, защищавшего Киев в 1169 году. Права Ярослава на Киев не признавали Ольговичи (бывшие в воле Мстислава), ему не симпатизировали киевляне. Ярослав уклонился от борьбы с лидером Ольговичей Святославом Всеволодовичем, отдав Киев своим младшим двоюродным братьям Ростиславичам, старший из которых затем также ушёл от этой борьбы (1176).

## Ранняя биография
После того как отец Ярослава Изяслав Мстиславич захватил Киев (1146), Туров был отобран по повелению брата смоленским князем Ростиславом Мстиславичем у их дяди Вячеслава Владимировича, который заявил было о своём старшинстве. Ярослав был посажен отцом в Турове (1146), потом в Новгороде, откуда был изгнан жителями в 1154 году. Потом Ярослав правил в Луцке.
Для усмирения Ярослава и Мстислава Изяславичей Юрий Долгорукий направил на Волынь большое войско под началом своих воевод, к которому присоединились волынский князь Владимир Мстиславич и сын Владимирка Галицкого, Ярослав. После безуспешной осады Луцка союзные князья вернулись. Юрий Долгорукий через посредничество Ростислава Смоленского заключил мир (1155) со своими внучатыми племянниками. По условиям мира, Юрий сохранил за Изяславичами Луцк, а те обязались не искать Киева и Переяславля.
В 1166 году Ярослав Изяславич вместе со своими братьями Мстиславом и Ярополком приняли участие в большом походе против половцев, организованном их дядей великим князем Ростиславом Мстиславичем.

## Борьба за киевское княжение
После смерти своего старшего брата Мстислава Изяславича (1170) и Глеба Юрьевича Киевского (1171) Ярослав стал претендентом на киевское княжение. Не получив старшинства от Ольговичей, лидер которых Святослав Всеволодович сам являлся претендентом на великое княжение, Ярослав был признан в качестве претендента смоленскими Ростиславичами, которые контролировали всю Киевскую землю и в то время вступили в конфликт с князем Андреем Боголюбским. Ярослав овладел Киевом при помощи Ростиславичей в 1173 году.
Ярослав отказался выполнить прежнее обещание дать удел в Киевском княжестве Святославу Всеволодовичу черниговскому в случае своего вокняжения, тот двинулся на Киев. Ярослав бежал в Луцк, оставив в руках победителя свою жену, сына и казну. Однако, Святослав Всеволодович Черниговский недолго задержался в Киеве, так как черниговские земли сейчас же подверглись нападению Олега Северского. Ярослав, узнав, что Киев пустует, вернулся и беспрепятственно вступил в город. Приехав туда, Ярослав, в отмщение за то, что киевляне не защитили его жену и сына, стал грабить Киев, не щадя духовенства и монастырей. Святослав Всеволодович, взяв с Ярослава выкуп за его семейство, помирился с ним, чтобы без помех разделаться с Олегом Северским.
Вскоре после смерти Андрея Боголюбского (1174) Ярослав, видя стремление Ростиславичей выгнать его из Киева и не надеясь удержаться в нём вследствие нелюбви к нему киевлян, добровольно уступил Киев Роману Ростиславичу, а сам удалился опять в Луцк. В связи с этими событиями Ярослав упоминается в летописи в последний раз. Под 1180 годом Ипатьевская летопись упоминает уже сыновей Ярослава Всеволода и Ингваря, в связи с чем историки обычно датируют смерть Ярослава 1180 годом.

## Семья и дети
Жена — Согласно гипотезе Н. А. Баумгартена с 1149 года дочь чешского короля Владислава II и Гертруды фон Бабенберг.
Дети:
- Ингварь Ярославич — князь Луцкий, Волынский, великий князь Киевский.
- Всеволод Ярославич — князь Дорогобужский.
- Изяслав Ярославич (ум. 1195) — князь Шумский[2].
- Мстислав Ярославич Немой (ум. 1226) — князь Пересопницкий и Луцкий.